# Elaphoglossum leporinum
Elaphoglossum leporinum är en träjonväxtart som beskrevs av L. D. Gómez. Elaphoglossum leporinum ingår i släktet Elaphoglossum och familjen Dryopteridaceae. Inga underarter finns listade.